# Neustädter Kirchhof 13 (Quedlinburg)

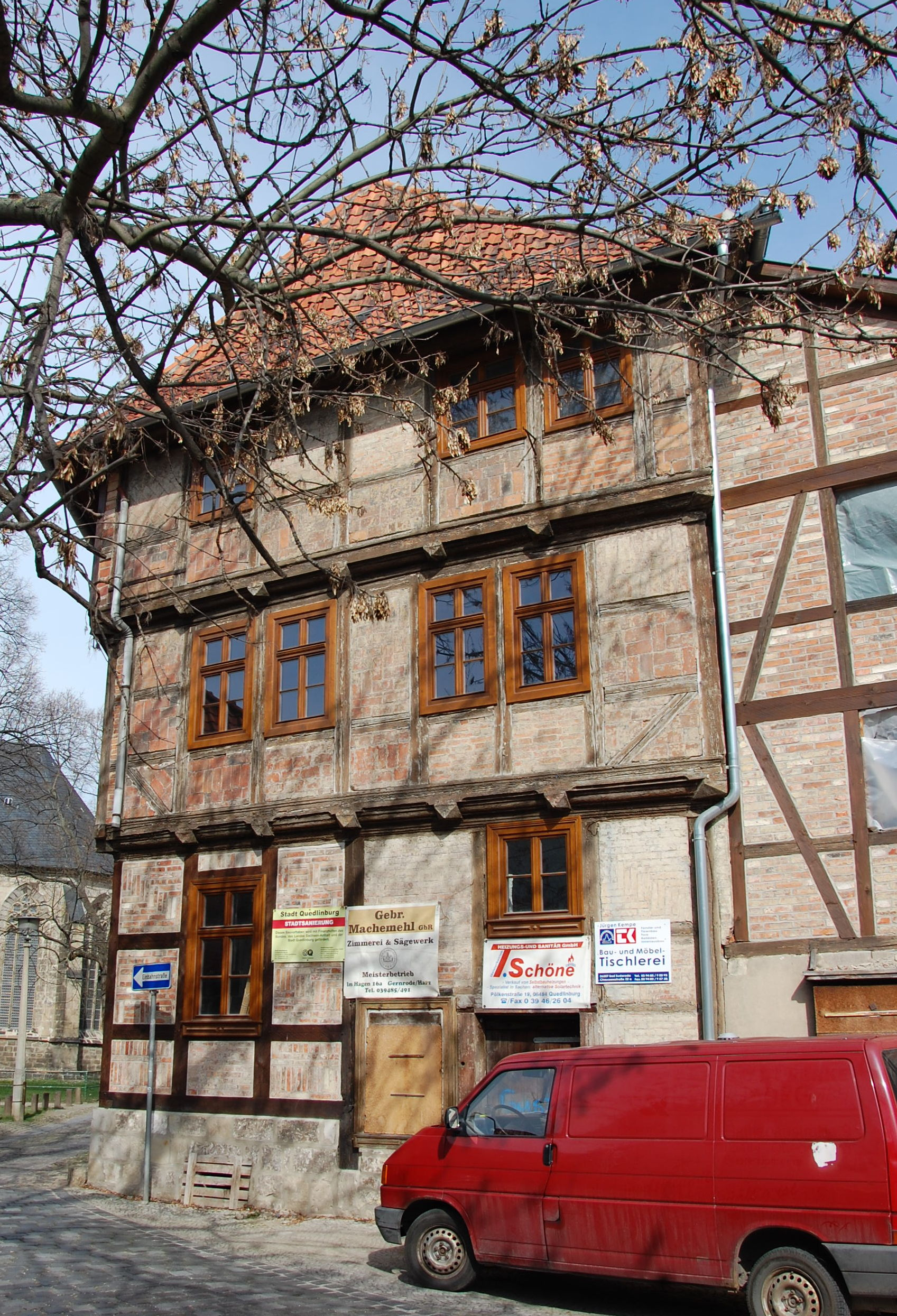
Haus Neustädter Kirchhof 13, Blick von Süden

Das Haus Neustädter Kirchhof 13 ist ein denkmalgeschütztes Gebäude in der Stadt Quedlinburg in Sachsen-Anhalt.

## Lage
Es befindet sich in der historischen Quedlinburger Neustadt an der südöstlichen Ecke des Neustädter Kirchhofs und ist im Quedlinburger Denkmalverzeichnis als Wohnhaus eingetragen. Es befindet sich in einer Ecklage und stellt zugleich die nördliche Bebauung eines kleinen Platzes dar, in den der Neustädter Kirchhof und die Straßen Konvent und Kaplanei einmünden.

## Architektur und Geschichte
Das dreigeschossige Fachwerkhaus überragt die umgebende Bebauung deutlich. Es entstand in der Zeit um 1700. Als zierende Elemente finden sich an der Fassade profilierte Füllhölzer und Pyramidenbalkenköpfe. Im 19. Jahrhundert wurde das Gebäude erneuert.
Anfang des 21. Jahrhunderts war das Haus sanierungsbedürftig, die dann durchgeführt wurde.